# BotCon
BotCon, szerzej znany jako „Oficjalny Zjazd Kolekcjonerów Transformersów” (lub OTFCC), jest corocznym zjazdem dla fanów i kolekcjonerów transformersów. Impreza organizowana jest corocznie od roku 1994. 
Zazwyczaj gośćmi BotConu są ludzie związani z samymi transformersami, czyli ludzie podkładający głosy pod postaci z filmów animowanych, artyści czy pisarze z komiksów o transformersach, a nawet byli i obecni pracownicy firmy Hasbro.
Po raz pierwszy impreza została zorganizowana w Fort Wayne w roku 1994. Zorganizowana przez braci Jona i Karla Hartman, impreza przyciągnęła 180 osób. BotCon w roku 1995 został zorganizowany przez Raksha, prominentną postać w środowisku fanów, a w roku 1996 przez „Men In Black Productions”, reprezentowaną przez Dennisa Bargera. W 1997, bracia Hartman ściągnęli Glena Hallita, fana transformersów, a prywatnie znajomego Hartmanów, w całe przedsięwzięcie, tworząc firmę 3H Enterprises (nazwa „3H” wzięła się od pierwszych liter nazwisk trzech twórców firmy).
W trakcie trwania BotConu w roku 2002, Hallit ogłosił, że firma 3H uzyskała oficjalną licencję na organizację zjazdów, a także zgodę na produkcję komiksu i fan-clubu. W trakcie kolejnych miesięcy Hartmanowie naciskali na Hallita o zakończenie całego przedsięwzięcia, opuszczając go i pozostawiając jako wyłącznego organizatora.
Rok później zjazd zmienił swą nazwę na „Oficjalny Zjazd Kolekcjonerów Transformersów”, w skrócie OTFCC (skrót z nazwy angielskiej), z powodu dalszego posiadania przez braci Hartman prawa do używania znaku „BotCon”. Fandom pojedynkował się w roku 2004, kiedy to „3H” zorganizowała zjazd OTFCC w Chicago, a dwaj bracia ożywili nazwę BotCon w trakcie konkurencyjnego zjazdu w Pasadenie. Na wiosnę 2004 roku, „3H Productions” utraciła wszystkie oficjalne licencje Transforems, pozostawiając w ten sposób zjazdy w stanie zawieszanie. Na początku 2005 r. Hasbro ogłosiło na swej oficjalnej stronie internetowej, że Fun Publications, będące własnością Brian Savage, zostało obdarowane przez nią wszystkimi licencjami. Bracia Hartman zostali zaproszeni do całego przedsięwzięcia i zaakceptowali propozycję, aby objąć stanowiska doradcze dla nowej imprezy wraz z innymi znaczącymi fanami, Bensonem Yee i Rikiem Alvarezem, i obdarowani prawem do użycia nazwy BotCon.
W roku 2002 BotCon usiłował rozszerzyć się na Europę, organizując swój pierwszy oficjalny zjazd w Cheshunt, Wielka Brytania. Impreza, tworzona w połączeniu z głównym BotConem 2002 w USA, była znacznie mniej nagłaśniana w mediach, zapisy do udziału zostały otwarte zaledwie kilka tygodni przez imprezą, a oficjalny program składał się jedynie z dyskusji z ekspertami, czyli Simonem Furmanem. Po tym firma „3H” uznała, że nie warto organizować dwóch równoległych BotConów w Europie i Ameryce oraz postanowiła, że przedsięwzięcie nie odbędzie się już nigdy więcej poza Stanami Zjednoczonymi. Decyzja została podjęta ze względu na małą liczbę uczestników.

## Lokacje

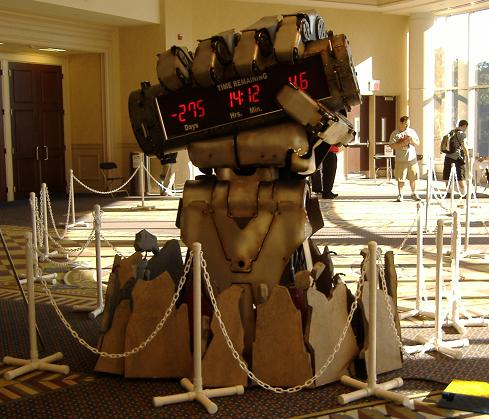

- 1994: Grand Wayne Center, Fort Wayne, Indiana
- 1995: Dayton Convention Center, Dayton, Ohio
- 1996: Radisson Hotel Rosemont, Rosemont, Illinois
- 1997: Rochester Riverside Convention Center, Rochester, Nowy Jork
- BotCon Japan 1997: Science and Technology Hall, Tokio
- 1998: Anaheim Convention Center, Anaheim
- BotCon Japan 1998: Sevencity Hall, Tokio
- 1999: Touchstone Energy Place, St. Paul
- BotCon Europe 1999: Barnabas Center, Londyn
- 2000: Grand Wayne Center, Fort Wayne, Indiana
- BotCon Japan 2000: Trade and Industry Center, Tokio
- 2001: Durham Marriott Civic Center, Durham, Karolina Północna
- 2002: Grand Wayne Center, Fort Wayne, Indiana
- BotCon Europe 2002: Wolsey Hall, Cheshunt
- OTFCC 2003: Hyatt Regency O'Hare, Rosemont, Illinois
- OTFCC 2004: Donald E. Stephens Convention Center, Rosemont, Illinois
- BotCon 2004: Pasadena Conference Center, Pasadena, Kalifornia
- 2005: Embassy Suites, Frisco, Teksas
- 2006: Lexington Convention Center, Lexington, Kentucky
- 2007: Providence, Rhode Island, siedziba firmy Hasbro.
- 2008: Duke Energy Center, Cincinnati, Ohio[1].